# 斐迪南一世 (托斯卡纳)

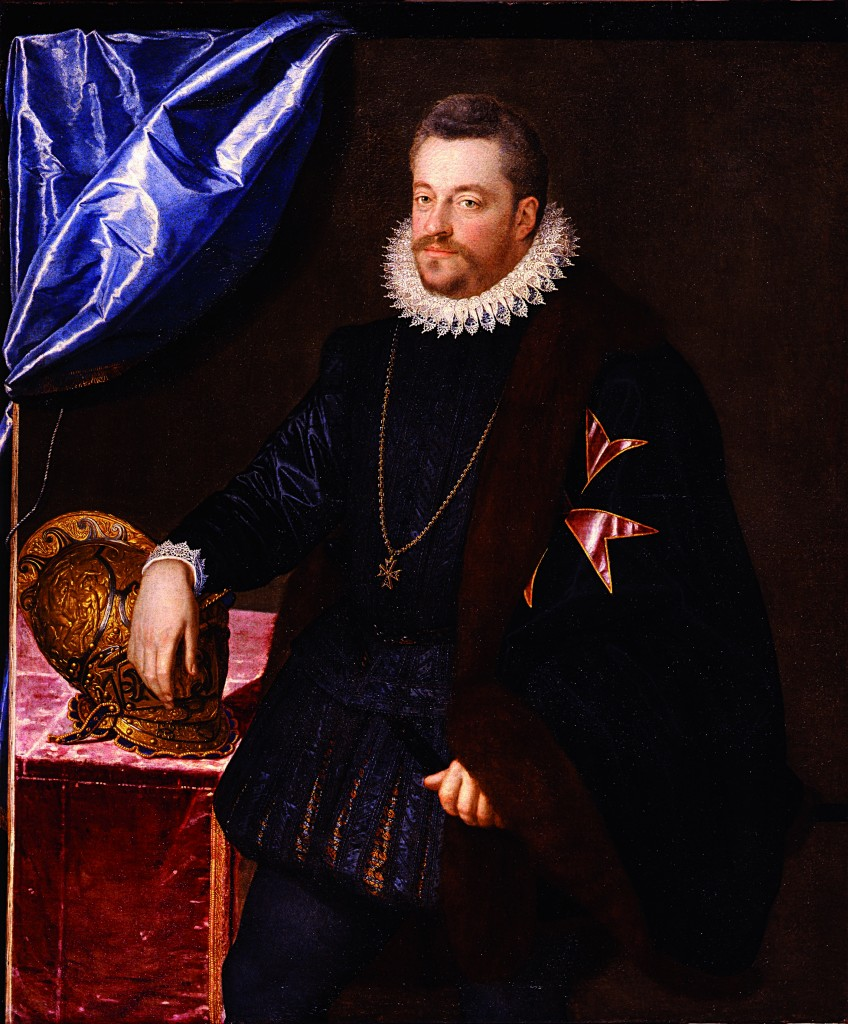
托斯卡纳大公斐迪南一世

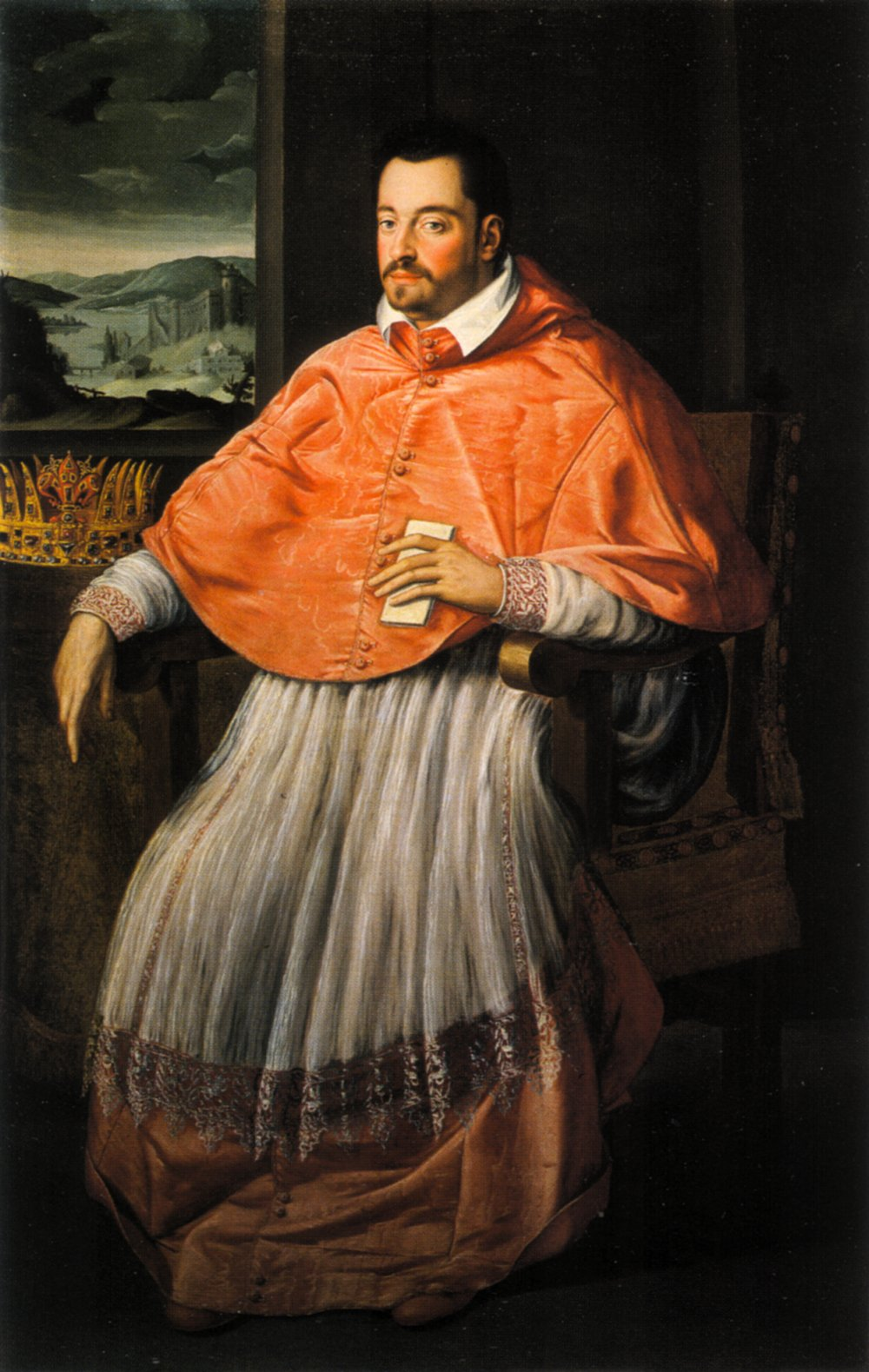
樞機時期畫像

斐迪南一世·德美第奇（義大利語：Ferdinando I de'Medici，1549年7月30日—1609年2月17日）是美第奇家族的第三代托斯卡纳大公，1587年至1609年在位。

## 生平
斐迪南一世是科西莫一世大公的第五个儿子，母亲是托莱多的埃利诺拉。他在年仅14岁时在沒有接受神職的情況下被任命为樞機，38岁时接替他的兄长弗朗切斯科一世成为托斯卡纳大公。他在罗马时建造了一幢别墅，并且收集了很多的绘画；就任托斯卡纳大公时，他把画一起带回了佛罗伦萨。1589年，他因与洛林公爵之女洛林的克莉絲汀结婚而卸下樞機頭銜。
和他死去的哥哥不同，斐迪南一世的统治方式很温和。他重建了公正的审判制度，并且由衷的关心着他的臣民的福利。在他的统治期间，托斯卡纳恢复了生机，并且重新获得了独立的地位。
斐迪南发展商业，并从遍布欧洲的美第奇银行获得厚利。他发布法令，宽容对待犹太人和异教徒，於是1492年被驱逐出伊比利亚半岛的西班牙犹太人发现利沃诺成了他们避难的天堂。
他扩建了科西莫大公在位时期建造的港口，并在佛罗伦萨和比萨之间开挖运河，以促进商业贸易。同时，他还制定了一些灌溉工程，来鼓励佛罗伦萨附近的百姓耕种。
斐迪南曾试图让托斯卡纳脱离西班牙的统治。1589年法国国王亨利三世遇刺后，斐迪南一世支持纳瓦拉的亨利继承法国王位；他借钱给亨利，并鼓励他转信天主教。可是亨利并没有对这些付出做回报，斐迪南也就让关系冷淡下来。他支持西班牙的腓力三世在阿尔及利亚的战争，也支持神圣罗马帝国对抗奥斯曼帝国。最后他获得了锡耶纳的正式统治权。斐迪南也大力的发展托斯卡纳的海军，1607年征服了地中海北非沿岸的海盗，1608年还打败了高傲的鄂圖曼帝國海軍。
斐迪南于1609年去世，留下了4个儿子，其中19岁的长子科西莫二世繼任大公之位。

## 子女
斐迪南和克莉絲汀育有5子4女：
- 科西莫二世（1590年5月12日—1621年2月28日），娶奥地利大公查理二世女儿的玛利亚·马格达莱纳（1589年10月7日—1631年11月1日）
- 埃莱奥诺拉（1591年11月10日—1617年11月22日）
- 卡泰丽娜（1593年5月2日—1629年4月17日），嫁给曼托瓦公爵斐迪南·贡扎加（1587年4月26日—1626年10月29日）
- 弗朗切斯科（1594年5月14日—1614年5月17日）
- 卡洛（1595年3月19日—1666年6月17日），后任樞機
- 菲利普皮诺（1598年4月9日—1602年4月3日）
- 洛伦佐（1599年8月1日—1648年11月15日）
- 玛莉亚·马格达莱纳（1600年6月29日—1633年12月28日），身患残疾，在修道院度过一生
- 克劳迪亚（1604年6月4日—1648年12月25日）於1621年先嫁给了乌尔比诺公爵费德里科·德拉·罗维雷（1605年5月16日—1623年6月28日），后于1626年又嫁给奥地利大公利奥波德五世（1586年10月9日—1632年9月13日）。